# Ippa polyscia
Ippa polyscia är en fjärilsart som beskrevs av Edward Meyrick 1917. Ippa polyscia ingår i släktet Ippa och familjen äkta malar.
Artens utbredningsområde är Sri Lanka. Inga underarter finns listade i Catalogue of Life.